# 英業達
英業達股份有限公司（インベンテック・コーポレーション、Inventec Corporation）
英業達（インベンテック、Inventec）とは、台湾の企業である英業達股份有限公司（インベンテック・コーポレーション）またはそのグループである英業達集団（インベンテック・グループ）を指す。

## 沿革
- 1975年に電卓メーカーとして設立。

中心業務、カシオやシチズンなどからの受託生産。
- 1985年、多機能型電話機を自社開発。

携帯電話機をブリティッシュ・テレコムやGEなどにOEM。
- 1990年、マレーシアのペナンに生産拠点を建設。

計算機の生産から始まり、後に電話機の生産中心に。台湾国内はFAX機とノートパソコンの開発中心に。
- 1991年、中英電子辞書「ベスタ」を開発。
- 1997年、米国ヒューストンとスコットランドにコンパック向けノートパソコンOEM工場構築。
- 2002年、東芝からのノートパソコンの受託生産。
- 2010年現在、Inventecブランドによるサーバ製品を展開するほか、ヒューレット・パッカード（コンパックと合併）、東芝をはじめPCメーカーのノートパソコン、ネットブック、サーバ製品の製造を担当している。

## 英業達集団
英業達集団（インベンテック・グループ、Inventec Group）は、台湾の企業集団である。

### 英業達
英業達股份有限公司（インベンテック・コーポレーション、Inventec Corporation）。

#### 英業達公司日本事務所
英業達公司日本事務所は、英業達の日本における事務所。2019年9月より法人形態を日本法人へと変更し、インベンテックジャパン株式会社となる。その代表者は英業達股份有限公司の董事長が兼任。
- 東京都港区新橋2-20-15
- 電話：+81-3-3573-4430
- FAX：+81-3-3573-4433

### 英華達
英華達股份有限公司（インベンテック・アプライアンシズ、Inventec Appliances Corp. ）は、PDAなどのOEMメーカー。略称・IAC。

#### 英華達科技
英華達科技は、「OKWAP」ブランドの携帯電話生産企業である。
- 1993年10月英華達（南京）科技有限公司として創立。前英業達集團（南京)電子技術有限公司。英華達股份有限公司子会社。
- 2002年からPHSの生産。
- 2004年から「OKWAP」ブランドの携帯電話を生産。
- 2005年から「中國固網和PHS終端聯盟」に。
- 2005年から「OKWAP」ブランドの携帯電話を中国向けに。

### 無敵科技
無敵科技股份有限公司（ベスタ・テクノロジー、Inventec BESTA）。
「無敵ベスタ」（台湾ブランド）、「ベスタ」（香港・中国ブランド）の販売。

### 英保達
英保達股份有限公司（インベンテック・マルチメディア＆テレコム、Inventec Multimedia & Telecom）。

### 英資達
英資達股份有限公司（インベンテック・オンライン、Inventec Online）は、中国での携帯電話販売会社である。
- 2000年10月から携帯電話を中国・台湾で販売。

#### 英資達科技
英資達科技は、「OKWAP」ブランドの携帯電話企業である。

### 英順達
英順達股份有限公司。

#### 英順達科技
英順達科技有限公司は、台湾の英業達(INVENTEC)集団の独資上海法人で、OEM（相手先ブランド製造）でノートパソコン、デスクトップパソコンなどを開発・製造している。